# سیارک ۱۰۰۴۸۵
سیارک ۱۰۰۴۸۵ (به انگلیسی: 100485 Russelldavies، نامگذاری:1996VX) صد هزار و چهارصد و هشتاد و پنجمین سیارک کشف شده‌است که در ۳ نوامبر ۱۹۹۶ کشف شد.